# Malaysia FA Cup 2022
Der malaysische FA Cup 2022 war die 32. Austragung dieses Fußballpokalturniers. Das Turnier startete mit der Vorrunde am 6. März 2022 und endete mit dem Finale am 10. September 2022. Titelverteidiger war der Kedah Darul Aman FC (2019). 2020 wurde das Turnier wegen der COVID-19-Pandemie abgebrochen; 2021 wurde kein Turnier ausgetragen.

## Teilnehmende Mannschaften
| Malaysia Super League | Malaysia Premier League                                                                    | Malaysia M3 League |
| - Johor Darul Ta’zim FC - Kedah Darul Aman FC - Kuala Lumpur City FC - Melaka United - Negeri Sembilan FC - Penang FC - Petaling Jaya City FC - Sabah FC - Sarawak United FC - Selangor FC - Sri Pahang FC - Terengganu FC | - FAM-MSN - Kelantan FC - Kelantan United - Kuching City FC - PDRM FC - Perak FC - UiTM FC | - BRM FC - Bukit Tambun FC - Kinabalu Jaguar FC - Harini FC - Immigration FC - Kijang Rangers FC - PIB FC - Langkawi City FC - Manjung City FC - Perlis United FC - Respect FC - KSR Sains - Tok Janggut Warriors FC - Tun Razak City FC - Ultimate FC |

## Vorrunde
|                     | Ergebnis  |                       |
| ------------------- | --------- | --------------------- |
| 6. März 2022        |           |                       |
| Bukit Tambun FC (3) | 2:1 n. V. | Immigration FC (3)    |
| BRM FC (3)          | 2:1       | Tun Razak City FC (3) |

## 1. Runde
|                           | Ergebnis              |                             |
| ------------------------- | --------------------- | --------------------------- |
| 11. März 2022             |                       |                             |
| Kelantan United (2)       | 4:0                   | Kinabalu Jaguar FC (3)      |
| Selangor FC (1)           | 6:0                   | Harini FC (3)               |
| Penang FC (1)             | 4:0                   | Bukit Tambun FC (3)         |
| 12. März 2022             |                       |                             |
| Sabah FC (1)              | 2:0                   | Respect FC (3)              |
| Kedah Darul Aman FC (1)   | 4:0                   | KSR Sains (3)               |
| 13. März 2022             |                       |                             |
| Johor Darul Ta’zim FC (1) | 10:0                  | BRM FC (3)                  |
| Sarawak United FC (1)     | 7:0                   | Ultimate FC (3)             |
| Petaling Jaya City FC (1) | 2:0                   | Kelantan FC (2)             |
| Kuala Lumpur City FC (1)  | 8:0                   | Langkawi City FC (3)        |
| 15. März 2022             |                       |                             |
| FAM-MSN (2)               | 5:1                   | Tok Janggut Warriors FC (3) |
| 23. März 2022             |                       |                             |
| PDRM FC (2)               | 0:2                   | Perlis United FC (3)        |
| Sri Pahang FC (1)         | 0:0 n. V. (5:4 i. E.) | Manjung City FC (3)         |
| 31. März 2022             |                       |                             |
| Melaka United (1)         | 4:0                   | PIB FC (3)                  |
| Kuching City FC (2)       | 2:0                   | UiTM FC (2)                 |
| Perak FC (2)              | 1:0 n. V.             | Kijang Rangers FC (3)       |
| 29. April 2022            |                       |                             |
| Terengganu FC (1)         | 2:1                   | Negeri Sembilan FC (1)      |

## 2. Runde
|                           | Ergebnis  |                           |
| ------------------------- | --------- | ------------------------- |
| 13. Mai 2022              |           |                           |
| Sabah FC (1)              | 2:1 n. V. | Kelantan United (2)       |
| 14. Mai 2022              |           |                           |
| Melaka United (1)         | 2:1       | Petaling Jaya City FC (1) |
| Johor Darul Ta’zim FC (1) | 3:0       | Sarawak United FC (1)     |
| Perak FC (2)              | 1:4       | Penang FC (1)             |
| Sri Pahang FC (1)         | 3:0       | FAM-MSN (2)               |
| 17. Mai 2022              |           |                           |
| Perlis United FC (3)      | 0:3       | Kuching City FC (2)       |
| 6. Juli 2022              |           |                           |
| Terengganu FC (1)         | 1:0       | Kedah Darul Aman FC (1)   |
| 8. Juli 2022              |           |                           |
| Selangor FC (1)           | 1:0       | Kuala Lumpur City FC (1)  |

## Viertelfinale
|                   | Ergebnis  |                           |
| ----------------- | --------- | ------------------------- |
| 13. Mai 2022      |           |                           |
| Terengganu FC (1) | 10:0      | Kuching City FC (2)       |
| Sabah FC (1)      | 0:2       | Selangor FC (1)           |
| Melaka United (1) | 1:2       | Johor Darul Ta’zim FC (1) |
| Sri Pahang FC (1) | 2:5 n. V. | Penang FC (1)             |

## Halbfinale
|                           | Ergebnis              |                 |
| ------------------------- | --------------------- | --------------- |
| 13. Mai 2022              |                       |                 |
| Terengganu FC (1)         | 1:1 n. V. (4:2 i. E.) | Selangor FC (1) |
| Johor Darul Ta’zim FC (1) | 6:1                   | Penang FC (1)   |

## Finale
|                   | Ergebnis |                           |
| ----------------- | -------- | ------------------------- |
| 13. Mai 2022      |          |                           |
| Terengganu FC (1) | 1:3      | Johor Darul Ta’zim FC (1) |

### Statistik
| Paarung               | Terengganu FC – Johor Darul Ta’zim FC |
| Ergebnis              | 1:3 (0:1) |
| Datum                 | 10. September 2022 |
| Stadion               | Nationalstadion Bukit Jalil, Kuala Lumpur |
| Schiedsrichter        | Nazmi Nasaruddin |
| Tore                  | 0:1 Arif Aiman Hanapi (34.) 0:2 Bérgson (63.) 1:2 Farizal Marlias (76., Eigentor) 1:3 Bérgson (78.) |
| Terengganu FC         | Rahadiazli Rahalim – Papé Diakité, Shahrul Nizam (90.+5 Adib Zainudin), Alif Zakaria, Manuel Ott, Faiz Nasir (53. Nik Sharif Haseefy), Faisal Halim, Habeeb Haroun, Azam Azmi, Kipré Tchétché, Petrus Shitembi Cheftrainer: Nafuzi Zain ( Malaysia)                                                   |
| Johor Darul Ta’zim FC | Farizal Marlias – Shane Lowry, La’Vere Corbin-Ong, Shahrul Saad, Matthew Davies (88. Syahmi Safari), Natxo Insa, Leandro Velázquez (88. Safiq Rahim), Afiq Fazail (54. Nazmi Faiz), Fernando Forestieri, Bérgson, Arif Aiman Hanapi (77. Mohamadou Sumareh) Cheftrainer: Héctor Bidoglio ( Venezuela) |
| Gelbe Karten          | Manuel Ott (30.) – Matthew Davies (32.), Shane Lowry (56.), Bérgson (80.), Leandro Velázquez (87.), La'Vere Corbin-Ong (90.+4) |

#### Auswechselspieler
| Auswechselspieler | Auswechselspieler |
| --- | --- |
| Terengganu FC | Johor Darul Ta’zim FC |
| - Adib Zainudin (90.+5) ▲ - Nik Sharif Haseefy (53.) ▲ - Arif Fadzilah - Hafizal Mohamad - Hakimi Abdullah - Arif Anwar - Azalinullah Alias - Engku Nur Shakir | - Nazmi Faiz (54.) ▲ - Mohamadou Sumareh (77.) ▲ - Safiq Rahim (88.) ▲ - Syahmi Safari (88.) ▲ - Hong Wan - Safawi Rasid - Ramadhan Saifullah - Carli de Murga |